# The Shadows

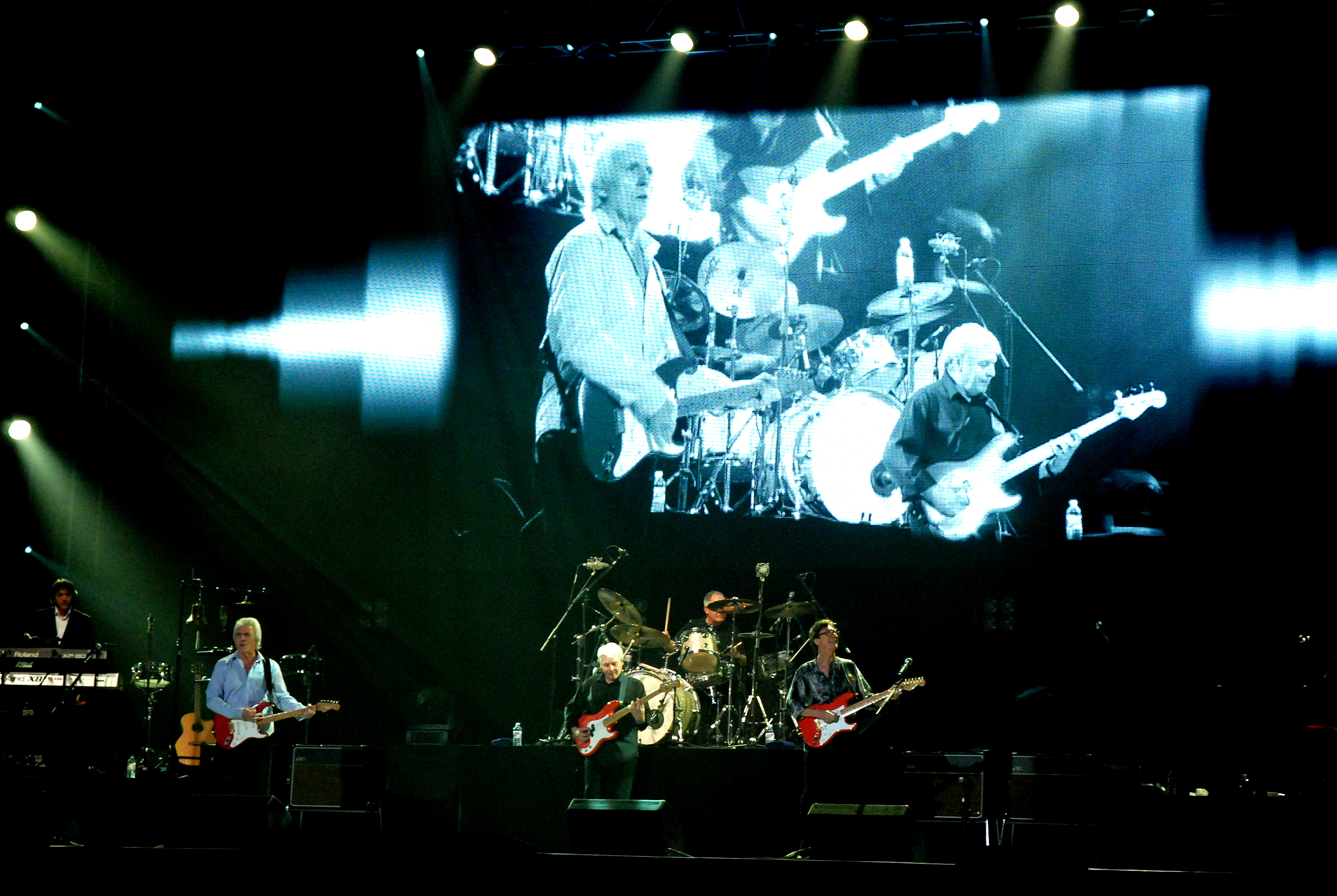
The Shadows in de Men Arena te Manchester op 18 oktober 2009

The Shadows is een instrumentale muziekgroep, actief vanaf de jaren 50 van de 20e eeuw tot het begin van de 21e eeuw. Als band legden ze de basis voor de klassieke bandbezetting, bestaande uit een sologitaar, een slaggitaar, een basgitaar en drums. The Shadows waren jarenlang de vaste begeleidingsgroep van Cliff Richard en het voorbeeld voor talloze gitaristen, onder wie Tony Iommi, Mark Knopfler, Pete Townshend, Steve Priest en Brian May.

## Geschiedenis

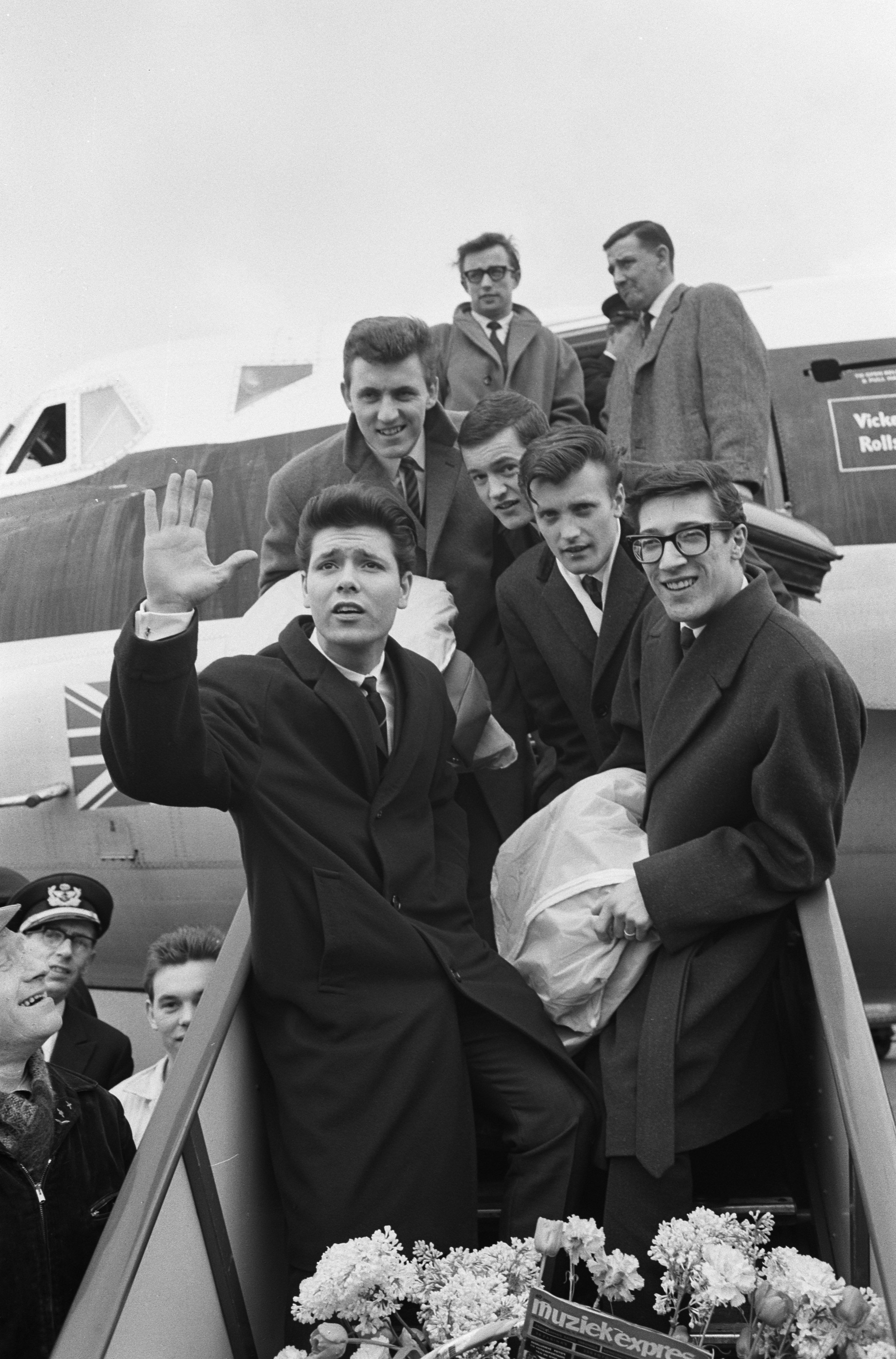
Cliff Richard & The Shadows in 1962

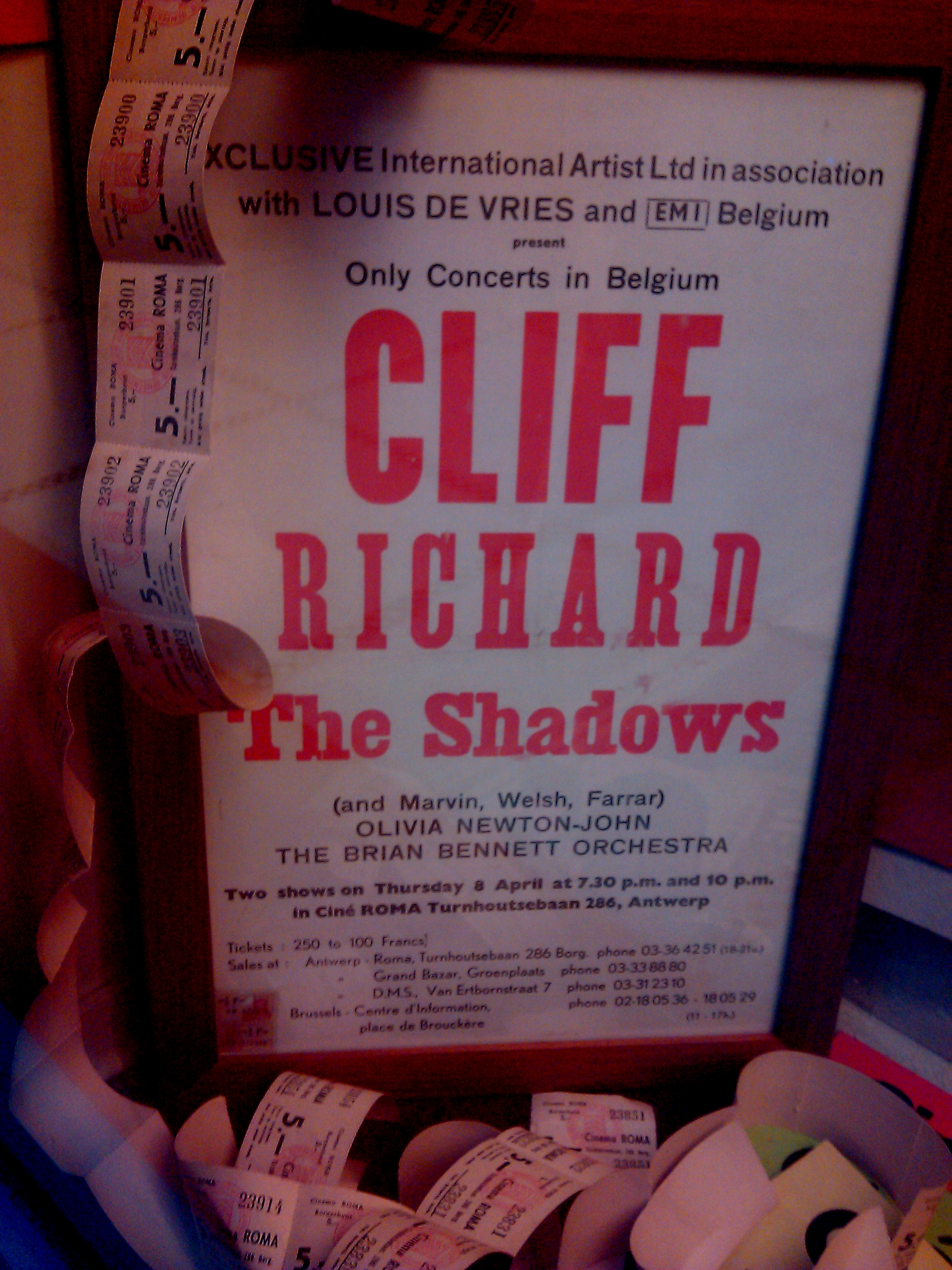
Concertaffiche in De Roma van het concert op 8 april 1971

In 1958 trokken de zestien jaar oude Hank B. Marvin en Bruce Welch van Newcastle naar Londen om aan een muziekwedstrijd deel te nemen.
De manager van Cliff Richard ontdekte hen in de Two I's Coffee Bar, destijds het mekka van de Londense muziekscene, en bood hun een contract aan om Cliff, die intussen met de hit Move it uit 1958 in Engeland bekendheid kreeg, te begeleiden. Later sloten Jet Harris (basgitarist) en Tony Meehan (drummer) zich bij hen aan. Ze vormden een band onder de naam The Drifters en brachten snel een single uit, met daarop twee vocale nummers: Feelin' Fine en Don't be a Fool with Love.
Toen de Amerikaanse groep The Drifters zich verzette tegen het gebruik van hun naam in de Verenigde Staten, veranderden zij die in The Shadows.
Toen Jerry Lordan hen een melodie aanbood kwam hun carrière pas echt van de grond. Apache stond in Engeland gedurende vijf weken op de eerste plaats en werd een wereldhit, behalve in de Verenigde Staten, waar de platenbazen de groep niet onderscheidend genoeg vonden. Kon-Tiki, Wonderful Land, Dance On en Foot Tapper waren de vier volgende nummer 1-hits in Engeland. Hun grootste hit was Wonderful Land. Hierbij moet ook Norrie Paramor genoemd worden, die het arrangement schreef. Paramor was een dirigent en producer. Veel later trok de band Cliff Hall aan, die op synthesizer de orkestpartijen voor zijn rekening nam.
In september 1961 werd drummer Tony Meehan vervangen door Brian Bennett. In april 1962 verliet Jet Harris de groep voor Brian Locking (overleden op 8 oktober 2020). Toen Locking in april 1963 voorrang gaf aan zijn religieuze werk, voegde een zeer getalenteerde basgitarist zich bij de groep: John Rostill. Deze zou tot 1969 deel uitmaken van The Shadows. Bruce Welch werd in 1969 tijdelijk vervangen door de toetsenist Alan Hawkshaw.
Jet Harris en Tony Meehan zouden nog zo'n vier jaar als duo optreden en zelfs twee Britse nummer 1-hits in The Shadows-stijl scoren. Meehan kwam in 2005 op 62-jarige leeftijd om het leven als gevolg van een val in huis; Harris overleed in 2011.
Rostill schreef enkele zeer succesvolle composities. Hij kon het succes ervan niet meer meemaken. Toen Welch hem in zijn studio opzocht bleek Rostill daar te zijn overleden door een overdosis aan barbituraten. Hij werd opgevolgd door Alan Jones, en later door Mark Griffiths.
De jaren die volgden werden gekenmerkt door incidentele optredens als het vocale experiment Marvin, Welch & Farrar (1971). The Shadows vertegenwoordigden het Verenigd Koninkrijk met Let Me Be the One op het 20e Eurovisiesongfestival, op 22 maart 1975 in Stockholm, Zweden. Van de 19 deelnemende landen won Nederland met het nummer Ding-a-dong uitgevoerd door Teach-In. Dit lied kreeg 152 punten. The Shadows eindigden op de tweede plaats met 138 punten. Door het experiment Marvin, Welch & Farrar kwam men de Australische countryster Olivia Newton-John tegen, hetgeen jaren later leidde tot enkele songs voor Grease en het Xanadu-project. In 1979 werden The Shadows opnieuw erg populair dankzij hun cover van de John Williams-instrumental Cavatina, beter bekend als Theme from 'The Deer Hunter', hun enige nummer 1-hit in de Top 40 en de Nationale Hitparade.
Na hun Engelse hit Ghost riders in the sky (1980) werd het allengs stiller aan het hitsinglefront. Wel verscheen er elk jaar een album, dat steeds zeer hoog in de hitlijsten terechtkwam. De groep bewerkte in die tijd bekende hits. Hank Marvin vertolkte die op zijn zo karakteristieke wijze. Alan Jones is op veel van die opnamen te horen op bas en voornoemde Cliff Hall op toetsen. Eind 1990/begin 1991 viel het doek definitief. Hank Marvin ging solo toeren en bracht solo-cd's uit. Bekend zijn zijn "tribute"-albums, gewijd aan Cliff Richard, Buddy Holly, Lloyd/Webber en filmmuziek. Zijn cd The Guitar Player, waarop hij een akoestische Favinogitaar bespeelt, stond in 2002 nog in de top tien in Engeland. Samen met zijn zoon Ben en Warren Bennett (de zoon van Brian) gaf hij in 2001 een concert in het Paleis voor Schone Kunsten in Brussel. Waarschijnlijk onder druk van de talloze fans en het naderend 45-jarig jubileum besloten de heren nog eenmaal als The Shadows een "final tour" te maken.
In 2004 gingen ze op tournee door het Verenigd Koninkrijk met een reeks van 37 concerten (The Final Tour) om op die manier een 45 jaar durende carrière af te sluiten. Wegens het grote succes kreeg de concertreeks een vervolg in 2005 met in totaal 27 optredens in Denemarken, Zweden, Noorwegen, Finland, IJsland, Nederland, Frankrijk, Duitsland, België en het Verenigd Koninkrijk.
Hank Marvin woont sinds november 1986 in het Australische Perth en heeft daar een eigen studio, genaamd Nivram Studios. Nivram is een anagram: de letters Marvin omgekeerd gespeld.
Naar aanleiding van het 50-jarige artiestenjubileum gingen Cliff Richard en The Shadows gezamenlijk een tournee maken door Europa, Australië, Nieuw-Zeeland en Zuid-Afrika. Deze vond plaats van eind september 2009 tot een stuk in 2010.

## Bandleden
- Hank B. Marvin
- Bruce Welch
- Brian Bennett

### Voormalige bandleden
- Jet Harris
- Tony Meehan
- Brian Locking
- John Rostill
- Alan Hawkshaw
- John Farrar

The Drifters
- Ken Pavey
- Norman Mitcham
- Ian Samwell
- Terry Smart

## The Shadows en hun gitaren
De groep speelde voornamelijk op Fendergitaren en vanaf 1965 op Burns, tot die in 1970 werden gestolen.

## Discografie

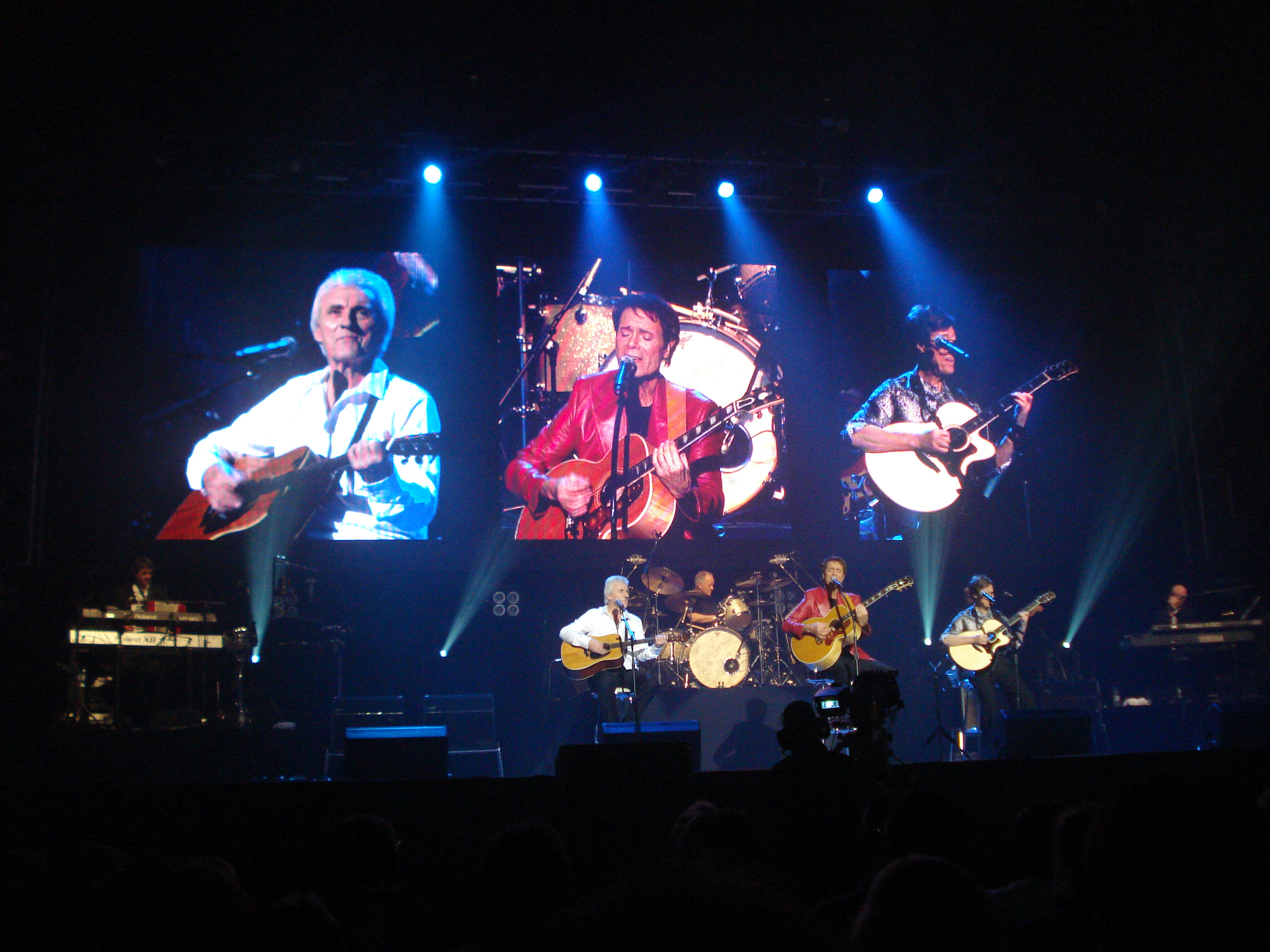
Cliff Richard en The Shadows Brussel 2009

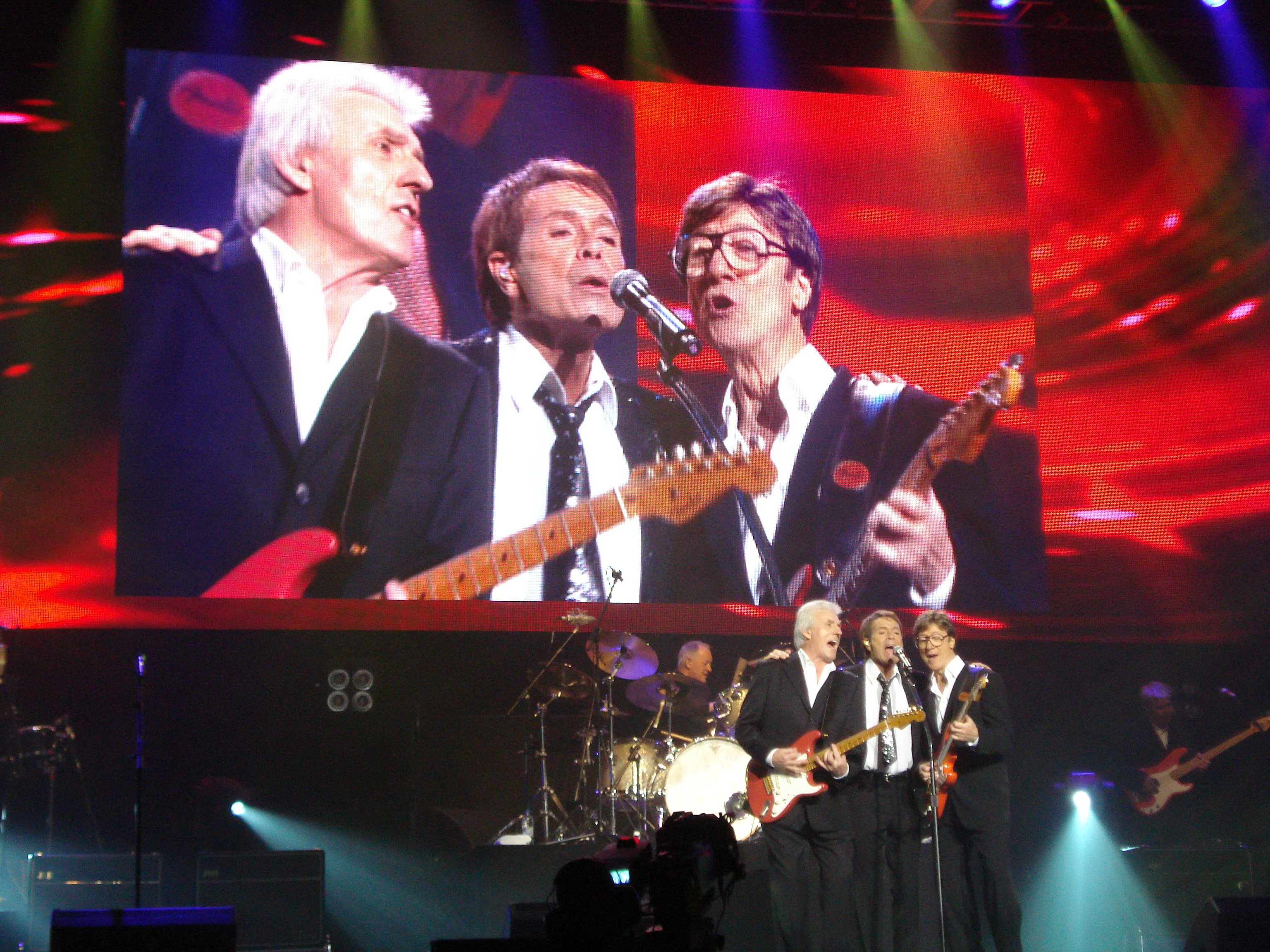
Cliff Richard en The Shadows 2009

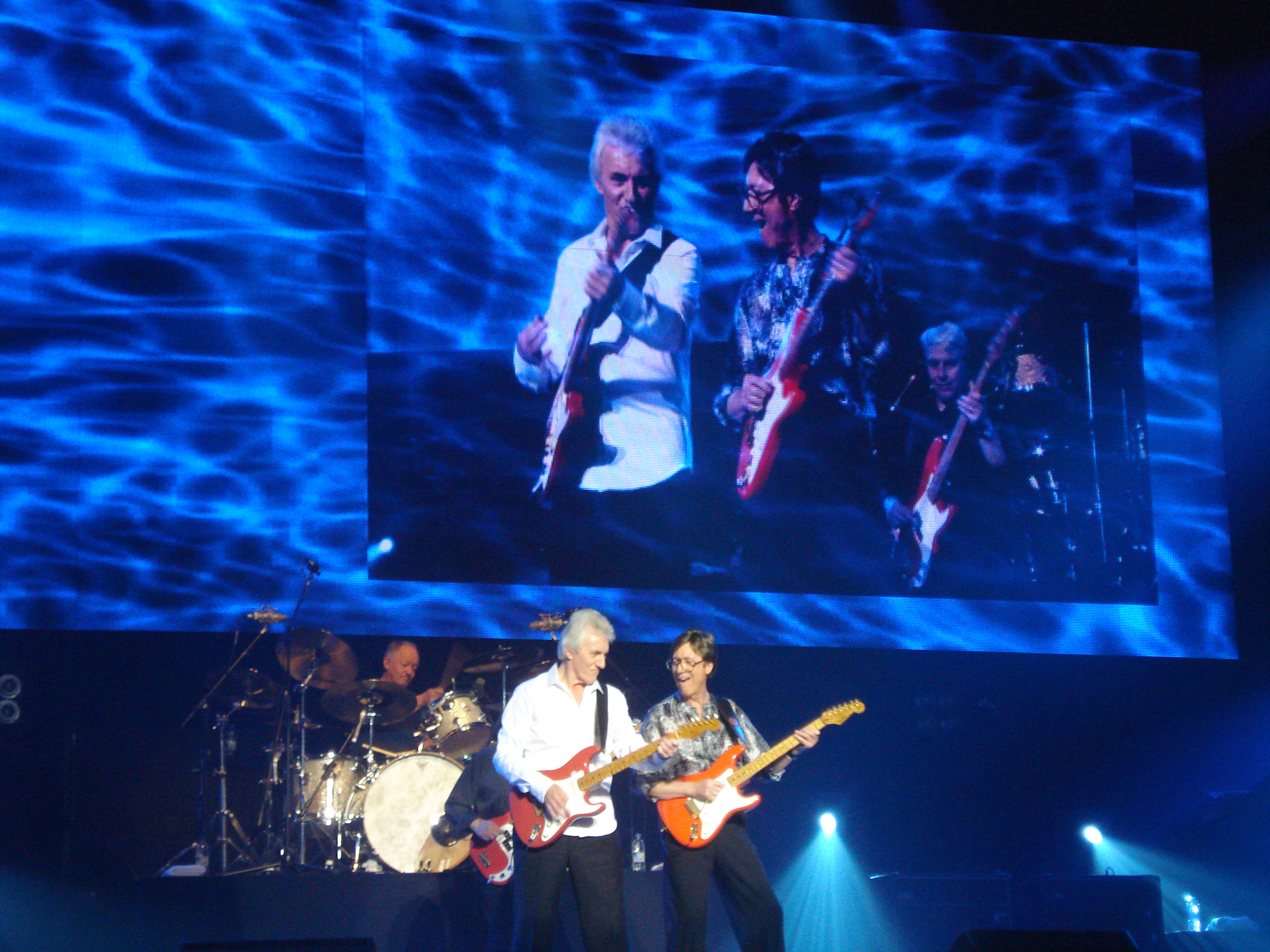
The Shadows 2009 Brussel

### Albums
| Album met eventuele hitnotering(en) in de Nederlandse Album Top 100 | Datum van verschijnen | Datum van binnenkomst | Hoogste positie | Aantal weken | Opmerkingen                            |
| ------------------------------------------------------------------- | --------------------- | --------------------- | --------------- | ------------ | -------------------------------------- |
| String of hits                                                      |                       | 15 september 1979     | 4               | 13           | Verzamelalbum                          |
| 20 greatest hits                                                    |                       | 7 juni 1980           | 17              | 16           | Verzamelalbum                          |
| Spacehits                                                           | 1982                  | -                     |                 |              | Verzamelalbum / #11 in de TV LP Top 15 |
| Guitars in love                                                     |                       | 4 juli 1987           | 44              | 7            |                                        |
| The final collection                                                |                       | 7 mei 2005            | 8               | 13           |                                        |
| Reunited - 50th anniversary album                                   | 18 september 2009     | 26 september 2009     | 72              | 1            | met Cliff Richard / Verzamelalbum      |

### Singles
| Single met hitnotering(en) in oude hitlijsten | Datum van verschijnen | Datum van binnenkomst | Hoogste positie | Aantal maanden | Opmerkingen                 | Bron |
| --------------------------------------------- | --------------------- | --------------------- | --------------- | -------------- | --------------------------- | ---- |
| Apache                                        | 1960                  | november 1960         | 10              | 3              | Nr. 11 in de Single Top 100 |      |
| Man of mystery                                | 1961                  | maart 1961            | 17              | 1              | Nr. 14 in de Single Top 100 |      |
| F.B.I.                                        | 1961                  | -                     |                 |                | Nr. 18 in de Single Top 100 |      |
| 36-24-36 (Kon-tiki)                           | 1961                  | november 1961         | 12              | 4              |                             |      |
| The savage                                    | 1962                  | maart 1962            | 24              | 2              |                             |      |
| Wonderful land                                | 1962                  | mei 1962              | 5               | 5              | Nr. 2 in de Single Top 100  |      |
| Guitar tango                                  | 1962                  | september 1962        | 6               | 6              | Nr. 5 in de Single Top 100  |      |
| Dance on                                      | 1963                  | maart 1963            | 8               | 2              | Nr. 8 in de Single Top 100  |      |
| Foot tapper                                   | 1963                  | juni 1963             | 11              | 3              | Nr. 7 in de Single Top 100  |      |
| Atlantis                                      | 1963                  | augustus 1963         | 6               | 4              | Nr. 6 in de Single Top 100  |      |
| Don't talk to him                             | 1963                  | 7 december 1963       | 5               | 5              | met Cliff Richard           |      |
| Shindig                                       | 1964                  | januari 1964          | 24              | 1              |                             |      |
| Geronimo                                      | 1964                  | februari 1964         | 29              | 1              |                             |      |
| I'm the lonely one                            | 1964                  | 22 februari 1964      | 3               | 14             | met Cliff Richard           |      |
| Theme for young lovers                        | 1964                  | 2 mei 1964            | 35              | 6              |                             |      |
| The rise and fall of Fingel Bunt              | 1964                  | 13 juni 1964          | 9               | 10             |                             |      |
| I could easily fall (in love with you)        | 1964                  | 26 december 1964      | 3               | 10             | met Cliff Richard           |      |

| Single met eventuele hitnotering(en) in de Nederlandse Top 40 | Datum van verschijnen | Datum van binnenkomst | Hoogste positie | Aantal weken | Opmerkingen                |
| ------------------------------------------------------------- | --------------------- | --------------------- | --------------- | ------------ | -------------------------- |
| Genie with the light brown lamp                               | 1965                  | 16 januari 1965       | 18              | 4            |                            |
| Don't make my baby blue                                       | 1965                  | 11 september 1965     | 34              | 2            |                            |
| Turn around and touch me                                      | 1973                  | 24 november 1973      | tip22           | -            |                            |
| Let me be the one                                             | 1975                  | 29 maart 1975         | tip18           | -            |                            |
| Theme from 'The Deer Hunter' (Cavatina)                       | 1979                  | 16 juni 1979          | 1(3wk)          | 12           | Nr. 1 in de Single Top 100 |

### NPO Radio 2 Top 2000
| Nummers met noteringen in de NPO Radio 2 Top 2000 | '99  | '00  | '01  | '02  | '03  | '04  | '05  | '06  | '07  | '08  | '09  | '10  | '11  | '12  | '13 | '14 | '15 | '16  | '17  | '18  | '19  | '20  | '21  | '22  | '23  |
| ------------------------------------------------- | ---- | ---- | ---- | ---- | ---- | ---- | ---- | ---- | ---- | ---- | ---- | ---- | ---- | ---- | --- | --- | --- | ---- | ---- | ---- | ---- | ---- | ---- | ---- | ---- |
| 36-24-36                                          | 1470 | -    | -    | 1640 | 1271 | 1493 | 1740 | 1885 | -    | 1894 | -    | -    | -    | -    | -   | -   | -   | -    | -    | -    | -    | -    | -    | -    | -    |
| Apache                                            | 367  | 532  | 484  | 572  | 258  | 381  | 406  | 387  | 507  | 401  | 433  | 533  | 699  | 646  | 676 | 774 | 934 | 1242 | 1127 | 1626 | 1319 | 1362 | 1531 | 1708 | 1881 |
| Guitar Tango                                      | -    | 1553 | 1428 | 1551 | 1781 | 1869 | 1845 | 1893 | 1933 | 1770 | -    | -    | -    | -    | -   | -   | -   | -    | -    | -    | -    | -    | -    | -    | -    |
| Theme from The Deer Hunter (Cavatina)             | 992  | 1355 | 1423 | 1715 | 1804 | 1697 | 1699 | 1777 | 1995 | 1732 | 1614 | 1868 | 1743 | -    | -   | -   | -   | -    | -    | -    | -    | -    | -    | -    | -    |
| Wonderful Land                                    | 1146 | 1236 | 1490 | 1285 | 1194 | 1207 | 1337 | 1465 | 1531 | 1371 | 1304 | 1639 | 1990 | 1892 | -   | -   | -   | -    | -    | -    | -    | -    | -    | -    | -    |

1. ↑  Een '-' betekent dat het nummer niet was genoteerd en een vetgedrukt getal geeft de hoogste notering van een nummer aan.
2. ↑  Deze tabel is bijgewerkt tot en met de laatste editie (2024).

### Dvd's
| Dvd's met hitnoteringen in de DVD Top 30   | Datum van verschijnen' | Datum van binnenkomst | Hoogste positie | Aantal weken | Opmerkingen |
| ------------------------------------------ | ---------------------- | --------------------- | --------------- | ------------ | ----------- |
| The final tour                             | 2005                   | 2 april 2005          | 9               | 14           |             |
| The final reunion - Live from the O2 Arena | 2009                   | 14 november 2009      | 1(1wk)          | 40           | met Cliff   |

| Dvd's met hitnoteringen in de Vlaamse Ultratop muziek-dvd top 10/20 | Datum van verschijnen | Datum van binnenkomst | Hoogste positie | Aantal weken | Opmerkingen |
| ------------------------------------------------------------------- | --------------------- | --------------------- | --------------- | ------------ | ----------- |
| The final reunion - live from the O2 Arena                          | 2009                  | 21 november 2009      | 1(1wk)          | 19           | met Cliff   |